# Paul Bastock
Paul Anthony Bastock (Leamington Spa, 19 de maio de 1970) é um futebolista inglês que atua como goleiro. Atualmente defende o King's Lynn Town, onde também acumula a função de treinador.
É o futebolista com mais jogos disputados em atividade (1.284 no total) e o segundo jogador com mais partidas oficiais, ficando atrás de seu compatriota Peter Shilton, que atuou 1.398 vezes.

## Carreira
Formado nas categorias de base do Coventry City, Bastock venceu a FA Youth Cup em 1986–87, quando os Sky Blues derrotaram o Southampton, que tinha em sem elenco Alan Shearer e Matthew Le Tissier. O goleiro, no entanto, não chegou a ser promovido ao elenco principal do Coventry City e deixou o time em 1988, iniciando a carreira profissional no mesmo ano, ao assinar com o Cambridge United, que o emprestaria ao Bath City, onde atuou em um jogo. Ele ainda teve uma curta experiência no futebol da Malásia, defendendo o Sabah FA por 6 meses.
De volta à Inglaterra em 1989, ainda passou por Cheltenham Town, Fisher Athletic, Kettering Town (onde teve uma outra passagem, em 2018) e Aylesbury United antes de se destacar vestindo a camisa do Boston United, pelo qual disputou 12 temporadas (1992 a 2004) e ajudou o clube a subir para a Football League em 2001–02.
Após deixar o Boston United em 2004 (voltaria em 2011–12), assinou com o Scarborough em outubro do mesmo ano, mas não chegou a estrear e foi para o Dagenham & Redbridge, onde atuou em apenas uma partida.
Teve ainda passagem destacada pelo St Albans City, atuando em 315 jogos oficiais, vestindo também as camisas de Royston Town, St Neots Town (pelo qual disputou seu milésimo jogo), Dunstable Town, Stamford e Corby Town até 2017, quando voltaria a defender o Wisbech Town - embora ainda estivesse vinculado ao Corby -  e entraria para a história do futebol inglês ao igualar e, posteriormente, ultrapassar o recorde de jogos até então pertencente ao ex-goleiro Peter Shilton, que durava desde 1997. Ele ameaçou encerrar a carreira antes do feito, alegando que havia perdido a motivação com o futebol.
No Grantham Town, o goleiro chegou a se aposentar ao final da temporada 2017–18 para integrar a comissão técnica do time, porém voltou à ativa em um jogo da Northern Premier League contra o Basford United. Foi relacionado para outros 11 jogos, mas não entrou em campo nenhuma vez. Em outubro de 2018 foi contratado pelo Pinchbeck United, disputando um jogo válido pela UCL League Cup. 14 dias depois, o goleiro foi para o King's Lynn Town, para trabalhar apenas como auxiliar-técnico.
Em maio de 2021, já aos 50 anos, foi relacionado como substituto na partida contra o Notts County, válida pela Conference National.

## Títulos
Coventry City
- FA Youth Cup: 1986–87

Boston United
- Southern Football League: 1999–00
- Conference National: 2001–02

St Albans City
- Conference South (playoffs de acesso): 2005–06